# Зорбала, Маргарита Ставровна
Маргарита Ставровна Зорбала (греч. Μαργαρίτα Ζορμπαλά, род. 1957, Ташкент, Узбекская ССР) — греческая певица.

## Биография
Маргарита Зорбала родилась в 1957 году в Ташкенте. Выросла в СССР. Её родители были греческими политическими беженцами. Когда ей было ещё только 2 года, её семья переехала в Москву. Её отец, Ставрос Дмитриевич Зорбалас, был социологом, мать Екатерина (Катина) — певицей и актрисой, которая параллельно преподавала греческую филологию в Московском университете.
С 1993 года Маргарита Зорбала живёт постоянно в небольшом поселке на Кипре, вблизи Лимасола. Бывший муж — Йоргос Кимулис, греческий актёр, режиссёр и переводчик.

## Музыкальная карьера
Родители сделали все для того, чтобы греческий язык и греческая история остались неотъемлемой частью воспитания Маргариты и её брата Димитриса. Будучи подростком, Маргарита уже знала и пела песни Микиса Теодоракиса и Маноса Хадзидакиса, пела в греческом клубе Москвы, училась в музыкальной школе играть на аккордеоне.
Ей было всего 9 лет, когда она впервые встретилась с Микисом Теодоракисом, который приезжал в Москву и был в гостях у её родителей. В 17 лет, Маргарита по приглашению Теодоракиса отправилась в Грецию для того, чтобы исполнять его произведения — «Μπαλάντες» («Баллады») на стихи Манолиса Анагностакиса. После записи альбома, который имел большой успех, она вернулась в Москву, чтобы закончить изучение испанской филологии в университете имени Ломоносова в Москве. После окончания обучения она вернулась в Грецию вместе со своей семьей.
Закончила Национальную театральную школу в Греции. Позже она играла в двух театральных постановках — «Дикий мёд», который был основан на пьесе Чехова «Платонов» и «Преступление и наказание» Достоевского, а также снялась в телевизионном сериале «Жёлтый конверт» по мотивам романа Михалиса Карагациса.
В последующие годы она записала ещё 5 альбомов с Теодоракисом и в течение 2 лет сопровождала его во всех концертах как в Греции, так и за её пределами (Европа, США, Канада). Она сотрудничала с известным поэтом Яннисом Рицосом, который переводил текст песен для альбома «12 русских народных песен», а также с такими композиторами, как Манос Хадзидакис, Дионисис Саввопулос, Лакис Пападопулос, Андреас Фолленвайдер и другими.
В октябре 2000 года Маргарита Зорбала сотрудничала с Георгиосом Даларасом в серии концертов с Президентским оркестром России. Её выступления с оркестром народных инструментов имени И. П. Осипова имели большой успех, как на Кипре, так и в Москве в 2001 году.

## Дискография
- 1975 — ΜΠΑΛΑΝΤΕΣ
- 1977 — 12 ΡΟΥΣΙΚΑ ΛΑΙΚΑ ΤΡΑΓΟΥΔΙΑ
- 1978 — ΤΑΞΙΔΙ ΜΕΣΑ ΣΤΗ ΝΥΚΤΑ
- 1978 — MIKIS THEODORAKIS in Concert
- 1979 — ΤΡΕΙΣ ΚΥΚΛΟΙ
- 1980 — Ο ΑΝΘΡΩΠΟΣ ΜΕ ΤΟ ΓΑΡΥΦΑΛΟ
- 1980 — ΜΕΘΥΣΜΕΝΟ ΚΟΡΙΤΣΙ
- 1981 — ΕΠΙΒΑΤΗΣ
- 1982 — ΠΑΜΕ ΣΑΝ ΑΛΛΟΤΕ
- 1983 — ΠΑΡΤΥ ΣΤΗ ΒΟΥΛΙΑΓΜΕΝΗ
- 1984 — Ο ΕΞΑΙΡΕΤΟΣ ΚΥΡΙΟΣ ΓΙΑΝΝΙΔΗΣ
- 1984 — ΤΑ ΚΟΚΚΙΝΑ ΠΑΤΙΝΙΑ
- 1987 — ΚΑΤΙ ΓΙΝΕΤΑ
- 1988 — ΠΕΡΙΜΕΝΟ ΣΙΝΙΑΛΟ
- 1989 — DANCING WITH THE LION
- 1990 — ΧΑΙΡΩ ΠΟΛΥ
- 1997 — KΑΦΕΝΕΙΟΝ Η ΕΛΠΙΣ
- 2000 — ΣΤΗΝ ΑΚΡΗ ΕΝΟΣ ΦΙΛΙΟΥ
- 2001 — NYXTA MAΓIKIA